# Florian Boucansaud
Florian Boucansaud (Noisy-le-Sec, 15 febbraio 1981) è un ex calciatore francese, di ruolo difensore.